# 二氧化锎
二氧化锎是锎的一种氧化物，化学式 CfO2。由于所有锎的同位素都是人造的，二氧化锎不存在于自然界。

## 制备
二氧化锎是通过在高压下用分子氧和原子氧氧化锎产生的。

## 性质
二氧化锎是一种深棕色固体，为立方晶系的萤石结构，空间群 Fm3m (No. 225)，晶格参数 531.0 ± 0.2 pm。

## 扩展阅读
- Richard G. Haire: Californium （页面存档备份，存于）, in: Lester R. Morss, Norman M. Edelstein, Jean Fuger (Hrsg.): The Chemistry of the Actinide and Transactinide Elements, Springer, Dordrecht 2006; ISBN 1-4020-3555-1, S. 1499–1576 (doi:10.1007/1-4020-3598-5_11).